# ФК Агия Напа
ФК Агия Напа (на гръцки: Αγία Νάπα) е кипърски футболен клуб от едноименния град. Основан е през 1990 г. след обединението на АПЕАН (Атлитики Подосфаирики Еносис Аияс Напас) и ЕНАН (Еносис Неон Аияс Напас).

## История
Агия Напа стартира от трета дивизия през 1990/91. Отбора печели промоция за втора дивизия едва през сезон 2000/01, след като завършва на второто място в групата.

### Първа дивизия
Най-големият успех в историята на тима е, когато завършва на трето място във втора дивизия и се класира за елитната група. Друго сериозно постижение за скромния отбор е оставането в елитната дивизия през сезон 2014/2015, за пръв път в историята.

### Четвъртфинал за купата
Агия Напа се класира на четвъртфиналите в групите за националната купа през 2007/08, когато се намира още във втора дивизия. Тимът завършва на трето място като има и победи над АПОЕЛ и Арис Лимасол.

## Стадион
Агия Напа използва за домакинските си срещи градския стадион в града. Той е с капацитет от 2000 места. През 1998 г. приема няколко мача от европейското първенство до 19 г., а през 1992 г. от европейското първенство до 16 г.

## Успехи
- Кипърска Втора Дивизия: 2

2012, 2014

## Състав
Последна актуализация: 21 септември 2015

## Български футболисти
- Веселин Марчев: 2014/15
- Васил Панайотов: 2014/15 (30 мача - 5 гола)

## Треньори
- Никос Коломпурдас (16 януари 2013 – 25 февруари 2013)
- Костас Лоизу (26 февруари 2013 – 5 април 2013)
- Мариос Неофиту (5 април 2013 – 21 октомври 2013)
- Зуванис Зувани (24 октомври 2013 – 13 януари 2014)
- Душан Митошевич (14 януари 2014 – 17 април 2014)
- Никос Андронику (6 юни 2014 – 3 септември 2014)
- Йоргос Косма (23 октомври 2014– )